# Nickerie (Fluss)
Der Nickerie ist ein etwa 435 km langer Zufluss des Atlantischen Ozeans im Nordwesten von Suriname in den Distrikten Sipaliwini, Coronie und Nickerie.

## Flussverlauf
Der Nickerie entspringt am Westhang des Bakhuis-Gebirges, in der Nähe des Quellgebietes des Adampada-Wasserlaufes. Nordwärts fließend formt er die Van Eden- und Blanche Marie-Wasserfälle und macht anschließend einen großen West-Ost-Bogen, wo u. a. der an der linken Seite fließende Paris Jacob-Strom hinzukommt. Nach Nordosten strömend, nimmt er zwischen den Lombok- und drie Zusters-Wasserfällen sowie den Baas Bart- und den Stondasi-Wasserfällen die ebenfalls links fließenden Flüsse Mozes und Falawatra auf. Hinter den Stondasifällen strömt der Fluss in die Küstenebene, nimmt rechts den Arawara auf, passiert die Einheimischen-Siedlung Tapoeripa. An der Grenze zum Distrikt Coronie und der Aufnahme des Kofimaka-Creek wendet er sich nach Westen. Hinter Wageningen wo von links der Maratakka hinzukommt, fließt er durch ein landwirtschaftliches Gebiet (überwiegend Reisanbau) und erreicht schließlich bei Nieuw-Nickerie das Meer.

## Besonderheiten
Der Fluss ist bis Wageningen befahrbar für Schiffe bis circa 4 m Tiefgang. Allerdings formen die Untiefen im Mündungsgebiet ein Hindernis. 

## Einzugsgebiet
Der Nickerie besitzt ein Einzugsgebiet von ca. 10.100 km². Es grenzt im Westen an das des Corantijn, im Osten an das des Coppename.

## Hydrologie
Der mittlere Abfluss beträgt 178 m³/s. Die niedrigsten Abflüsse liegen bei 10 m³/s, die höchsten bei 1800 m³/s.

## Erforschung
Das Stromgebiet wurde im 19. Jahrhundert durch Voltz (1854), Ten Kate (1885), Van Drimmelen (1897) und Van Capelle (1900) untersucht. Nach 1945 waren das Centraal Bureau Luchtkartering (Zentrales Amt für Luftbildkartierung) und der Geologisch Mijnbouwkundige Dienst (Geologisch-bergbaukundlicher Dienst) für die Erforschung verantwortlich.